# Sant Isidre de Tivenys
Sant Isidre de Tivenys és una antiga església de Tivenys (Baix Ebre) inclosa en l'Inventari del Patrimoni Arquitectònic de Catalunya.

## Descripció
Aquest edifici, d'origen religiós, que havia estat un temple, és relativament petit, d'una sola nau de planta rectangular, amb volta de canó.
La façana presenta porta d'accés central amb carreus i arc de mig punt adovellat (a l'arquivolta té un rebaix de forma rectangular). A sobre hi ha una mènsula de pedra, d'estil gòtic, amb escut on és esculpida una pinya, posteriorment sense estàtua, resguardada per una mena de coberta a dos vessants sobre arc, a manera de dosseret. Entorn d'aquests elements, la façana presenta quatre buits disposats simètricament a ambdós costats de l'eix central. El capcer és en punta, a dos vessants, com la coberta (anteriorment corbat).
La cantonada i la cornisa lateral són de carreus. L'interior és totalment reformat, posteriorment habilitat com biblioteca municipal.

## Història
Aquesta antiga església dedicada a sant Isidre fou la primera del poble que es té notícia. L'any 1574, el bisbe de Tortosa nombrà el primer capellà de Tivenys (que era de la noble família tortosina dels Pinyol, els quals tenen la pinya com a símbol heràldic). El Santíssim fou traslladat a la nova església barroca l'any 1774. Després l'edifici fou "Quartel" el 1837, escoles, magatzem i "Hogar Rural" de la Falange durant l'època franquista, fins que als anys vuitanta va ser condicionada per a Biblioteca Pública Municipal.